# Villa Virgen (distrito)
Distrito peruano de Villa Virgen é um dos 9 distritos da Província de La Convención, situada no Departamento de Cusco, pertenecente a Região Cusco, Peru

## Transporte
O distrito de Villa Virgen não é servido pelo sistema de estradas terrestres do Peru.